# Cot Barat
Cot Barat is een bestuurslaag in het regentschap Aceh Utara van de provincie Atjeh, Indonesië. Cot Barat telt 223 inwoners (volkstelling 2010).